# 664 (numero)
Seicentosessantaquattro è il numero naturale dopo il 663 e prima del 665.

## Proprietà matematiche
- È un numero pari.
- È un numero composto con 8 divisori: 1, 2, 4, 8, 83, 166, 332, 664. Poiché la somma dei suoi divisori (escluso il numero stesso) è 596 < 664 è un numero difettivo.
- È parte delle terne pitagoriche (498, 664, 830), (664, 1245, 1411), (664, 6873, 6905), (664, 13770, 13786), (664, 27552, 27560), (664, 55110, 55114), (664, 110223, 110225).
- È un numero palindromo nel sistema di numerazione posizionale a base 12 (474).
- È un numero rifattorizzabile in quanto divisibile per il numero dei propri divisori.
- È un numero congruente.
- È un numero malvagio.

## Astronomia
- 664 Judith è un asteroide della fascia principale del sistema solare.
- NGC 664 è una galassia spirale della costellazione dei Pesci.

## Astronautica
- Cosmos 664 è un satellite artificiale russo.